# Powellana virginea
Powellana virginea är en fjärilsart som beskrevs av Birket-smith 1960. Powellana virginea ingår i släktet Powellana och familjen juvelvingar. Inga underarter finns listade i Catalogue of Life.